# Обикновена горска мишка
Обикновената горска мишка (Sylvaemus sylvaticus) е вид дребен бозайник от семейство Мишкови (Muridae). 

## Таксономия
Според традиционната класификация, обикновената горска мишка e от род Apodemus, заедно с полската мишка. Но най-новите генетични изследвания показват, че е по-правилно полската мишка да е родово самостоятелен вид, а горските мишки да се обособят в отделен род Sylvaemus. Така името на вида става Sylvaemus sylvaticus, а старото остава като синоним. Повече информация относно класификацията вижте статията за горски мишки.

## Описание
Дължина на тялото 7 – 11 cm, а на опашката 7 – 12 cm. Кафеникаво-сив гръб и сиво-бяло коремче, без рязка граница между окраската на двете части на тялото.

## Разпространение
Видът е разпространен и често срещан в Северна Африка и Европа (без северните части на Скандинавския полуостров), включително в България, Югозападен Сибир, Централна Азия, Индия, Мала Азия. В България е разпространена до 1000 м надм. височина.

## Начин на живот
Обитава широколистните и отчасти смесените гори, сечища, ливади и обработваеми земи, а през студените сезони се заселва и в сгради.
Активна е привечер и нощем. Копае дълбоки дупки с жилищна камера на  дълбочина 40 – 50 см и с диаметър 10 – 12 см, в близост изкопава една до три складови камери.
Размножителният ѝ период е от март до октомври, като бременността трае между 23 и 25 дни. Има между 3 и 4 котила годишно, всяко с по 3 – 8 малки. Максималната продължителност на живота е 18 месеца.
Храни се предимно със семена, също и зелените части на растенията, а през топлите сезони включва в менюто си насекоми и плодове (къпини, лешници, орехи и др.). От гледна точка на защита на горите се счита за вредител, тъй като унищожава семената или зелените части на много дървесни и храстови видове.